# Squaw

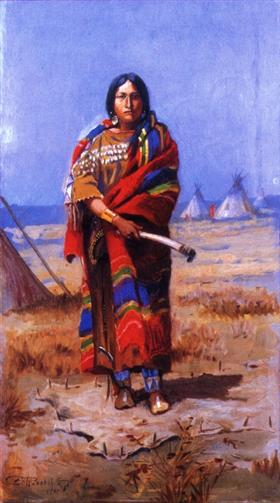
Indian Squaw, par Charles Marion Russell, 1901.

Le mot « squaw » est un nom qui désigne en langues anglaise et française une femme ou une épouse d'origine autochtone d'Amérique. Fortement lié à l'histoire coloniale de l'Amérique du Nord, le terme est généralement perçu comme péjoratif et gagne au fil du temps une connotation raciste et sexiste. 
Comme il est largement utilisé dans les toponymes aux États-Unis, ses connotations négatives entraînent à partir de la fin du XXe siècle des campagnes de renommage de ces toponymes.

## Origines

### Étymologie

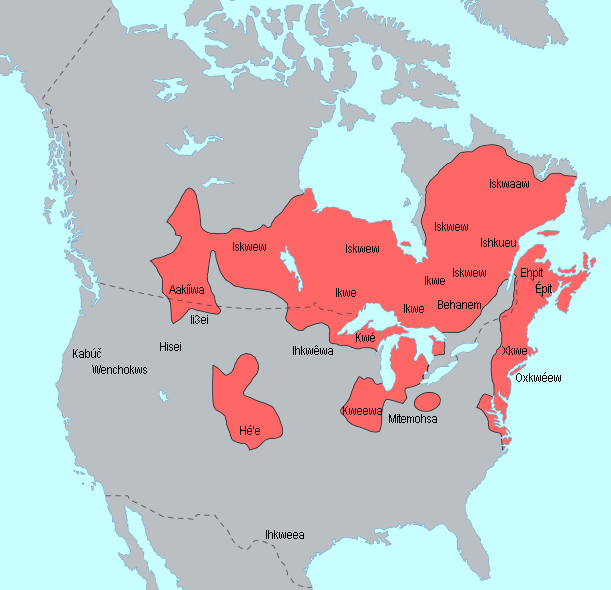
Le mot « femme » dans les langues algonquiennes.

Le terme « squaw » provient du mot squa (aussi écrit ussqua) qui signifie « jeune femme » en massachusett, une langue algonquienne. Ce mot est une spécialisation des mots utilisés pour décrire une femme dans les différentes langues algonquiennes, avec par exemple iskweew en cri ou oxkwéew en munsee.
Une étymologie populaire, rejetée par les linguistes, ignore les origines algonquiennes du mot et propose une autre explication, notamment pour souligner le caractère péjoratif du terme. Selon cette dernière le mot « squaw » proviendrait des langues iroquoiennes, et plus spécifiquement du mohawk ; ce serait une corruption par le français du mot ojiskwa' qui signifie « vagin ».

### Intégration dans les langues européennes

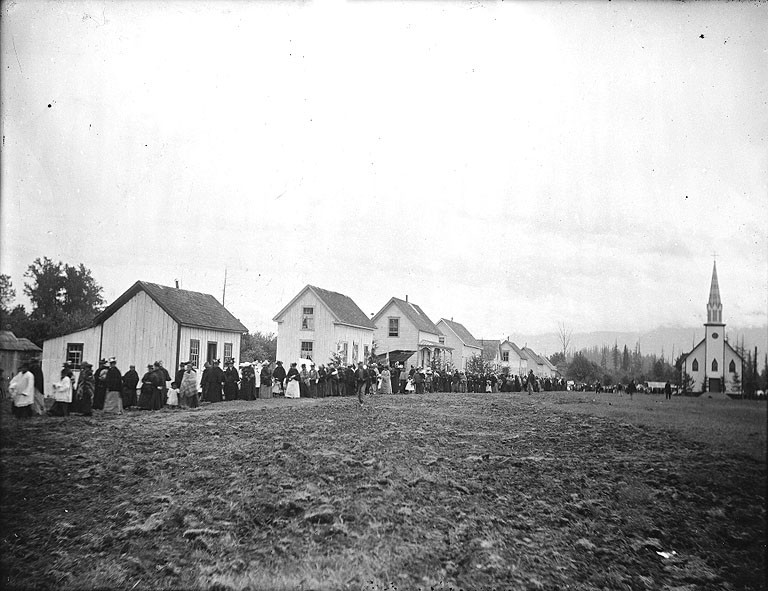
Rassemblement des Indiens de Chilliwack pour interpréter la Passion du Christ, au village de Skwa près de Chilliwack, en Colombie-Britannique (1901)

La plus ancienne source écrite anglaise qui utilise le mot « squaw » remonte à 1621 et est rédigée par les chroniqueurs de la colonie de Plymouth. Le mot est originellement orthographié squa ; il faut attendre 1634 pour voir apparaître l'orthographe squaw. Le terme désigne alors les femmes autochtones d'Amérique et est vraisemblablement dérivé du mot pidgin massachusett squa-sachim qui signifie « femme chef ».
Le mot « squaw » intègre la langue française vraisemblablement au XVIIIe siècle, mais comme la plupart des mots d'origine autochtones en français, il n'est pas directement dérivé du massachusett ou d'une autre langue algonquienne, mais est emprunté de l'anglais comme langue intermédiaire.

## Lexicologie

### Usages

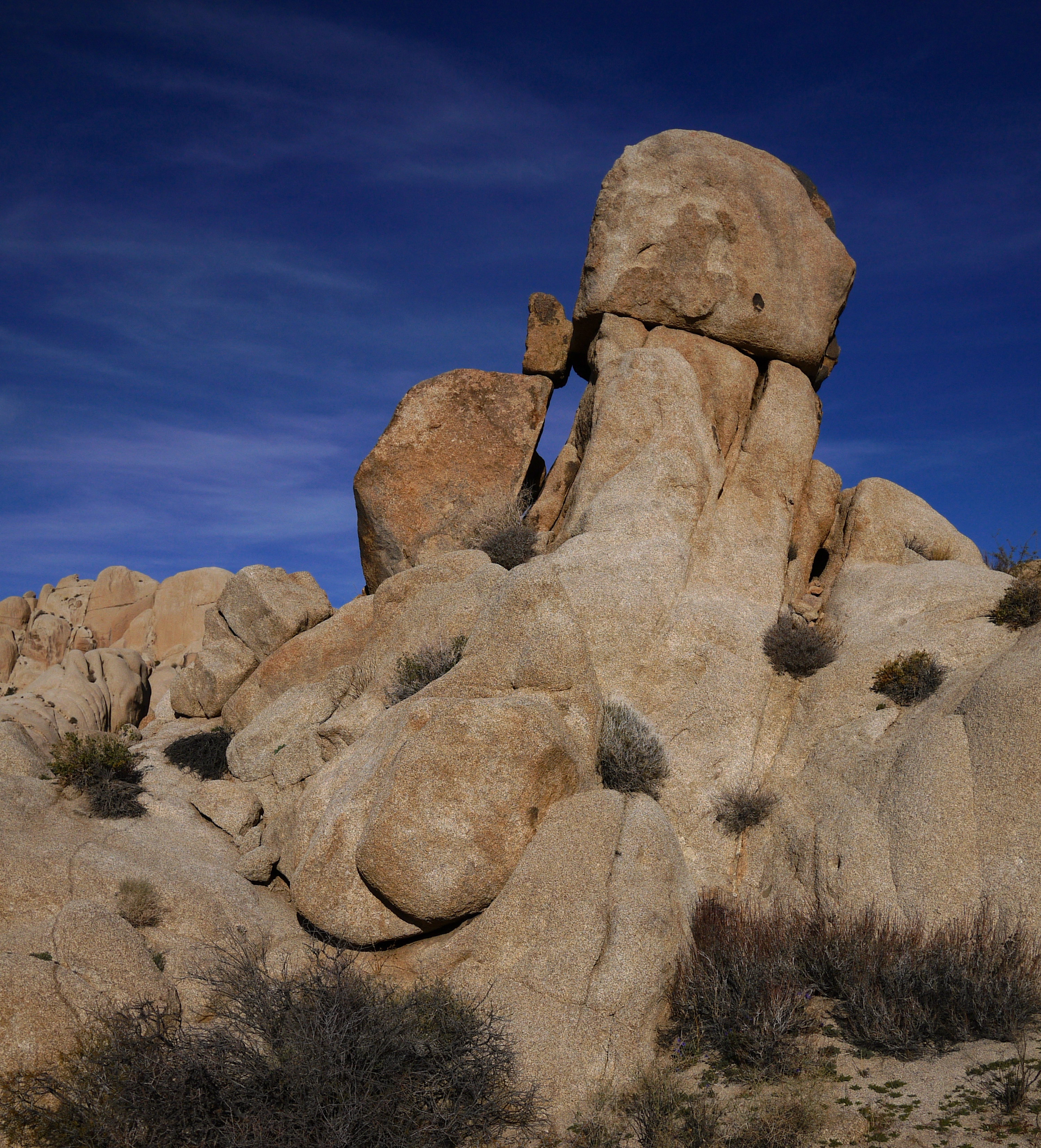
Squaw Tank (« Réservoir de squaw ») en Californie

Les premiers usages du mot « squaw » faits par les colons de Plymouth en Nouvelle-Angleterre (comprenant à l'époque parties des futurs États du Maine, Massachusetts, New Hampshire, Vermont, Rhode Island et Connecticut) semblent innocents et neutres, et certains autochtones emploient eux-mêmes le terme dans leurs écrits.
Si l'usage neutre du mot perdure dans la langue, le terme gagne aussi une notion péjorative au fil du temps dans un contexte où les colons et leurs descendants expriment du racisme à l'égard des peuples natifs. On retrouve ainsi des usages désobligeants du terme dans les écrits du XIXe siècle, comme dans le journal de l'expédition Lewis et Clark (1804-1806) ou encore la fiction Le Dernier des Mohicans (1826) de James Fenimore Cooper,.
« Squaw » apparaît fréquemment dans les noms de lieux aux États-Unis, avec au moins 938 toponymes recensés dans 27 états en 2003 ; la plupart de ces toponymes sont situés dans l'Ouest américain, en opposition à l'origine algonquienne du terme située au Nord-Est américain.

### Champ lexical
Le terme appartient à un champ lexical inhabituel en anglais pour décrire un groupe ethnique : « squaw » cohabite avec « buck » (homme autochtone) et « papoose » (enfant autochtone). Avoir un terme spécifique pour discriminer homme, femme et enfant rapproche ce champ lexical de ceux utilisés pour décrire des animaux (par exemple pour le cheval : stalion (étalon), mare (jument), colt (poulain)) plutôt que de ceux utilisés pour les groupes ethniques (par exemple pour les italiens : Italian man (homme italien), Italian woman (femme italienne) et Italian child (enfant italien)). 
Par ailleurs les trois termes possèdent tous une connotation péjorative et « buck » est aussi utilisé pour décrire des animaux mâles, notamment les cervidés.

### Connotations

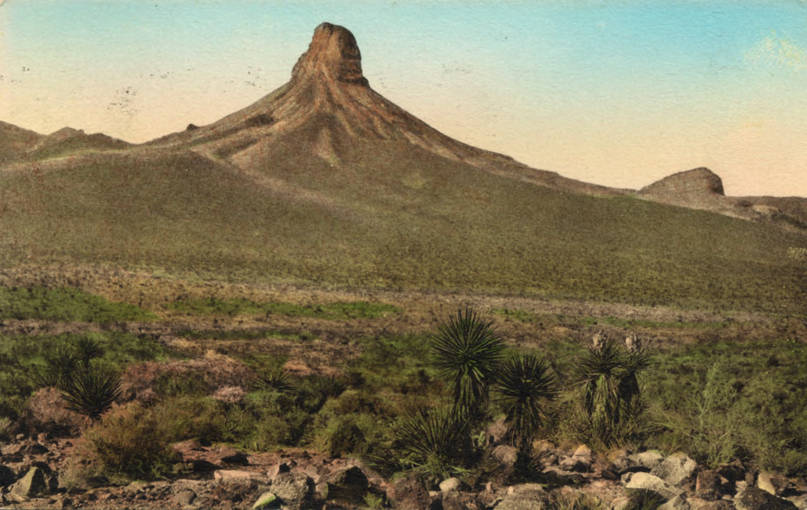
Montagne de Squaw Tit (« Nichon de squaw ») en Arizona

« Squaw » possède une forte connotation sexuelle, notamment dans la dichotomie entre la figure de la « princesse indienne » comme peut l'être Pocahontas et celle de la squaw : la princesse aide et protège les hommes blancs et les États-Unis, parfois au sacrifice de sa propre vie, et incarne l'idéal contradictoire de la maternité virginale, quand la squaw s'offre aux hommes blancs et est souvent représentée comme stupide, cupide ou alcoolique ; les hommes blancs avec qui elle a des relations sexuelles sont qualifiés de « squaw men » et sont eux aussi dépréciés.
On retrouve cette connotation sexuelle dans certains toponymes, avec plusieurs lieux nommés Squaw Tit (nichon de squaw), Squaw Teat (mamelon de squaw) ou encore Squaw Humper (baiseur de squaw).

Ce terme est également perçu comme misogyne.

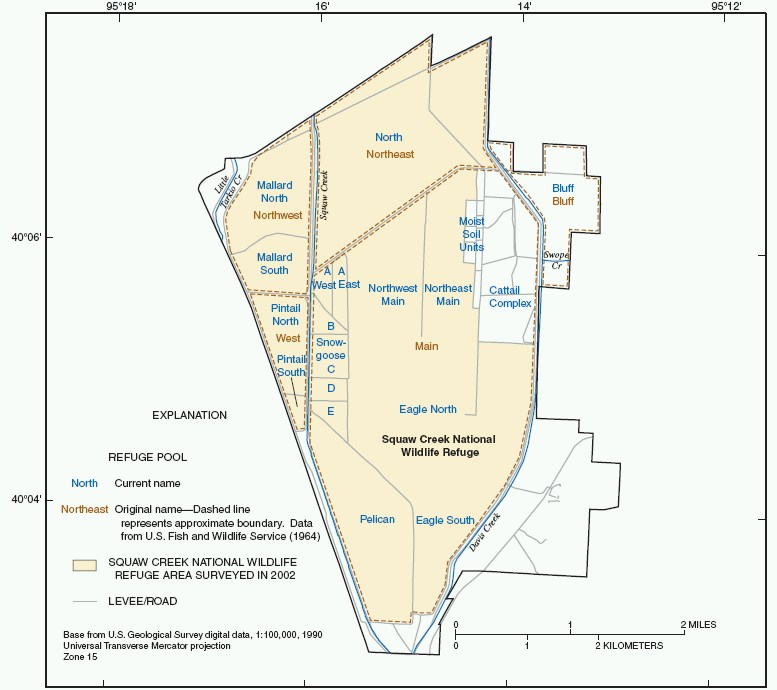
Carte du refuge faunique de Squaw Creek (« Ruisseau de la squaw »), fondé en 1935 par le Pdt. Franklin D. Roosevelt, rebaptisé en 2017 Loess Bluffs, dans le Missouri.

Outre la connotation sexuelle, de nombreuses expressions anglophones utilisent le terme d'une manière qui suggère infériorité, faiblesse, simplicité, appauvrissement, mysticisme, opposition ou inutilité : « squaw ax » (petite hache), « squaw horse » (piètre cheval), « squaw medicine » (poudre d'amour), « squaw talk » (mensonge, ineptie), etc..

## Militantisme
Le XXe siècle voit l'apparition de différentes formes de militantisme autour du mot « squaw » par les activistes autochtones avec notamment Britton Davis, le biographe de Geronimo, qui en 1929 déplore l'usage de ce mot. 
L'anthropologiste C. Richard King considère qu'il existe trois principales stratégies de lutte : l'inversion, l'effacement et la récupération.

### Inversion

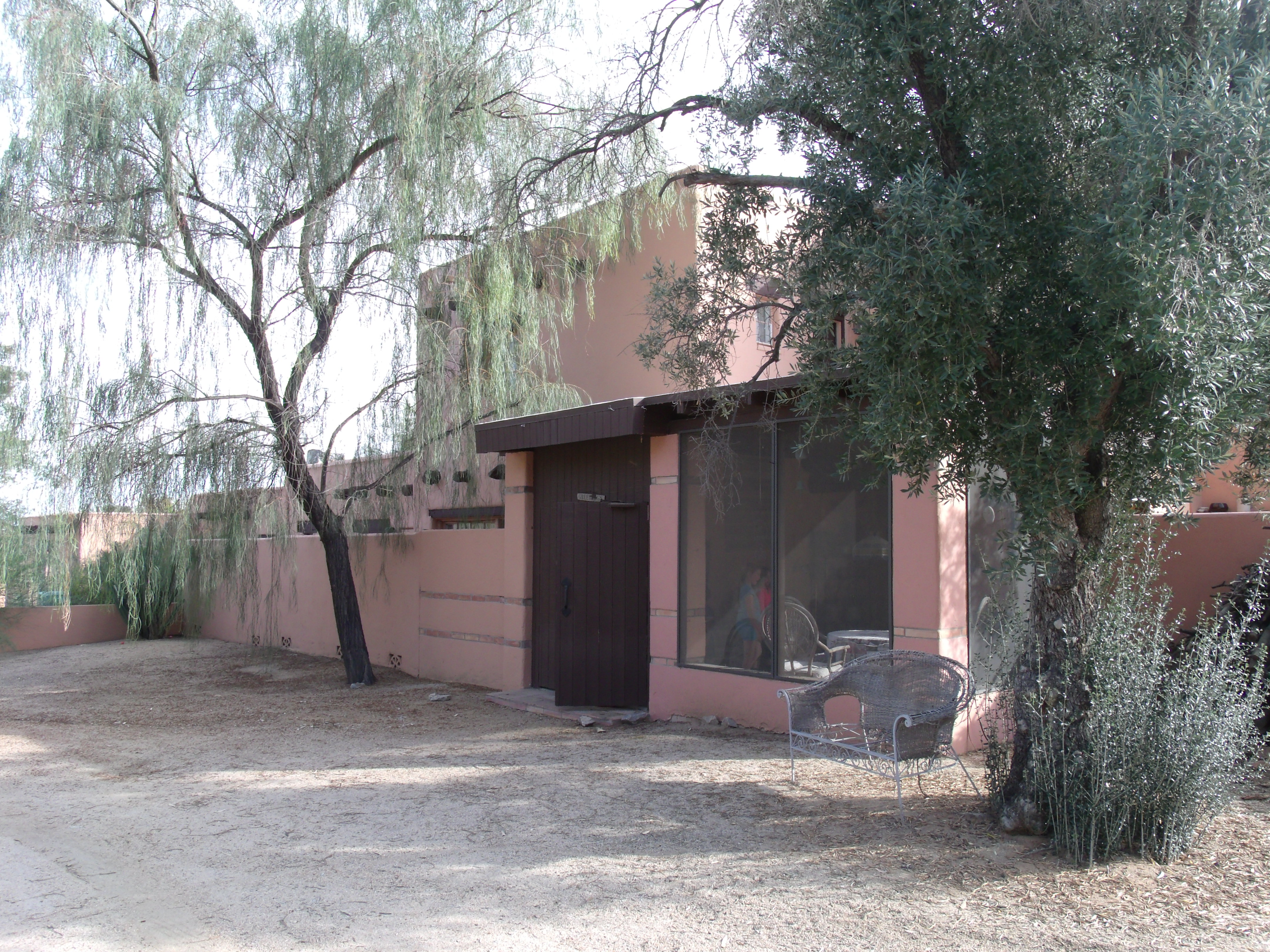
Squaw Peak Inn est construit en 1937 et est situé près de l'extrémité est de la montagne Squaw Peak (« Pic de la squaw »), aujourd'hui Piestewa Peak) à Phoenix (Arizona). L'auberge s'appelait à l'origine « Squaw Peak Ranch ». En 1995, la propriété est inscrite au Registre national des lieux historiques.

L'inversion consiste à montrer à quel point le terme « squaw » peut être insultant en le remplaçant dans les locutions par des équivalents plus explicites. L'inversion est une technique souvent utilisée de manière spontanée, mais elle est parfois utilisée de façon plus formelle. Par exemple la journaliste autochtone Debra Glidden publie une tribune indépendante intitulée Reflections on the word Squaw où elle appelle à renommer différents noms de lieux pour insulter l'ensemble des femmes et non-plus seulement les femmes autochtones. Elle propose ainsi de renommer la ville de Squawberry, dans le Tennessee, en « Pussyberry », ou encore la Squaw Creek du comté de Saint Lawrence en « Twat Creek ».

### Effacement
À la suite de la décision en 1967 de l'United States Board on Geographic Names de renommer l'ensemble des toponymes qui possèdent le terme « nigger » (nègre), des militants autochtones ont cherché à renommer les toponymes possédant le terme « squaw ». Ces efforts sont localisés et rencontrent différentes issues. Le mouvement commence en 1994 au Minnesota où deux adolescentes ojibwés parviennent à faire renommer l'ensemble des toponymes incriminés dans l'État. 

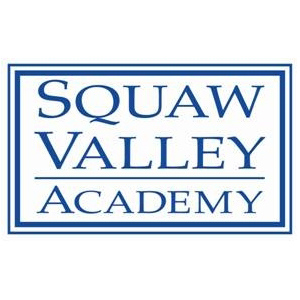
Logo de Squaw Valley Academy, une ancienne école privée de Californie

Dans les années qui suivent, des actions similaires rencontrent le succès dans les États du Montana en 1999 et du Maine en 2000, mais échouent dans d'autres, comme en Arizona en 1996. 
« En novembre 2021, le ministère de l'Intérieur des États-Unis, au niveau fédéral donc, a déclaré le terme "squaw" comme péjoratif et a donc décidé de l'exclure de tous les usages officiels ».
En 2022, une loi ratifiée par le gouverneur de Californie Gavin Newsom « interdit l'utilisation du mot "squaw" dans les futurs noms de lieux et prévoit un changement de nom des rues, bâtiments publics ou cimetières le portant déjà ». En novembre 2024, l'État de Californie annonce débaptiser une trentaine de lieux utilisant le terme « Squaw ». À travers une consultation continue, les tribus autochtones peuvent prendre l'initiative d'éliminer de tels mots des lieux publics de Californie. À Sacramento, deux noms de rues vont être modifiés sur les conseils d'une tribu d'Amérindiens, la nation Yocha Dehe Wintun, qui recommande le mot tebti, une bénédiction se traduisant en langues wintuanes par « ruisseaux qui coulent ensemble ».

### Récupération
À rebours de la stratégie d'effacement, des militants, principalement d'origine algonquienne, appellent à la récupération du mot « squaw ». Il arguent qu'abandonner ce mot reviendrait à soumettre les langues algonquiennes à la culture coloniale et ainsi à perdre le contrôle de leurs langues. En outre chez les Abénaquis, les prénoms féminins traditionnels se terminent généralement par le morphème *skw ; accepter que le mot « squaw » soit insultant reviendrait à rendre impossible l'usage de ces prénoms traditionnels.